# FreedomWorks
FreedomWorks, fondée en 2004, est un groupe de défense d'intérêts conservateur et libertarien des États-Unis. FreedomWorks assiste, aide des volontaires, finance des campagnes, mobilise, dans le but de renforcer leur influence et celle du libertarianisme aux États-Unis. FreedomWorks est en cela proche du mouvement Tea Party,.
Freedomworks fait partie du Conseil consultatif du Project 2025, un ensemble de propositions politiques conservatrices de droite proposé par la Heritage Foundation visant à transformer le gouvernement fédéral des États-Unis et à consolider le pouvoir exécutif si le candidat du Parti républicain remportait l'élection présidentielle de 2024.